# Dangshan
Dangshan (chiń. upr. 砀山县; chiń. trad. 碭山縣; pinyin Dàngshān Xiàn) – powiat w północno-zachodniej części prefektury miejskiej Suzhou w prowincji Anhui w Chińskiej Republice Ludowej. Liczba mieszkańców powiatu, w 2010 roku, wynosiła 800 408.